# 모욕

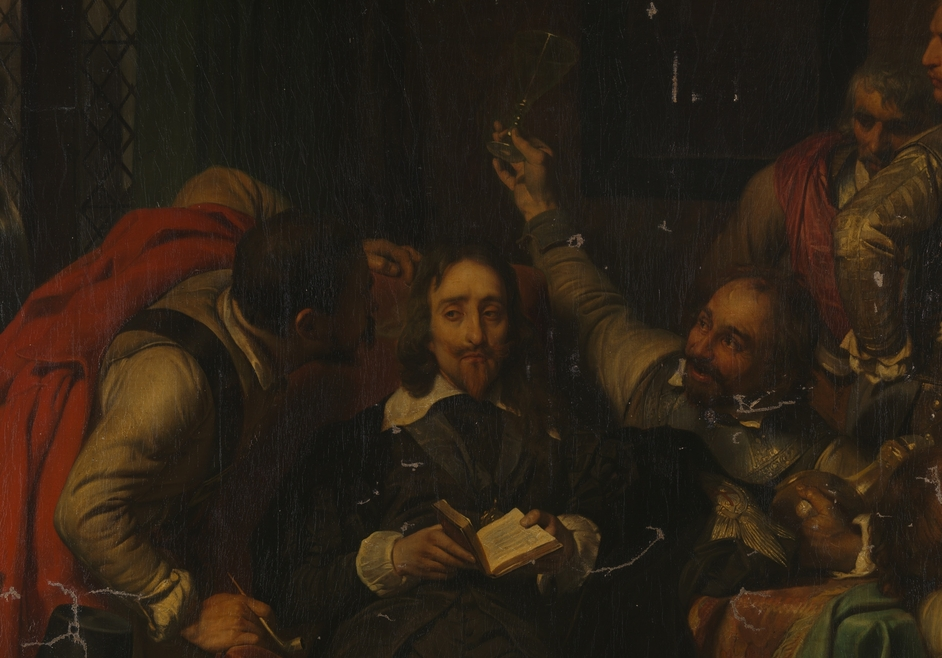
이폴리트 들라로슈의 1836년 유화 크롬웰 병사들에게 모욕당하는 찰스 1세의 일부

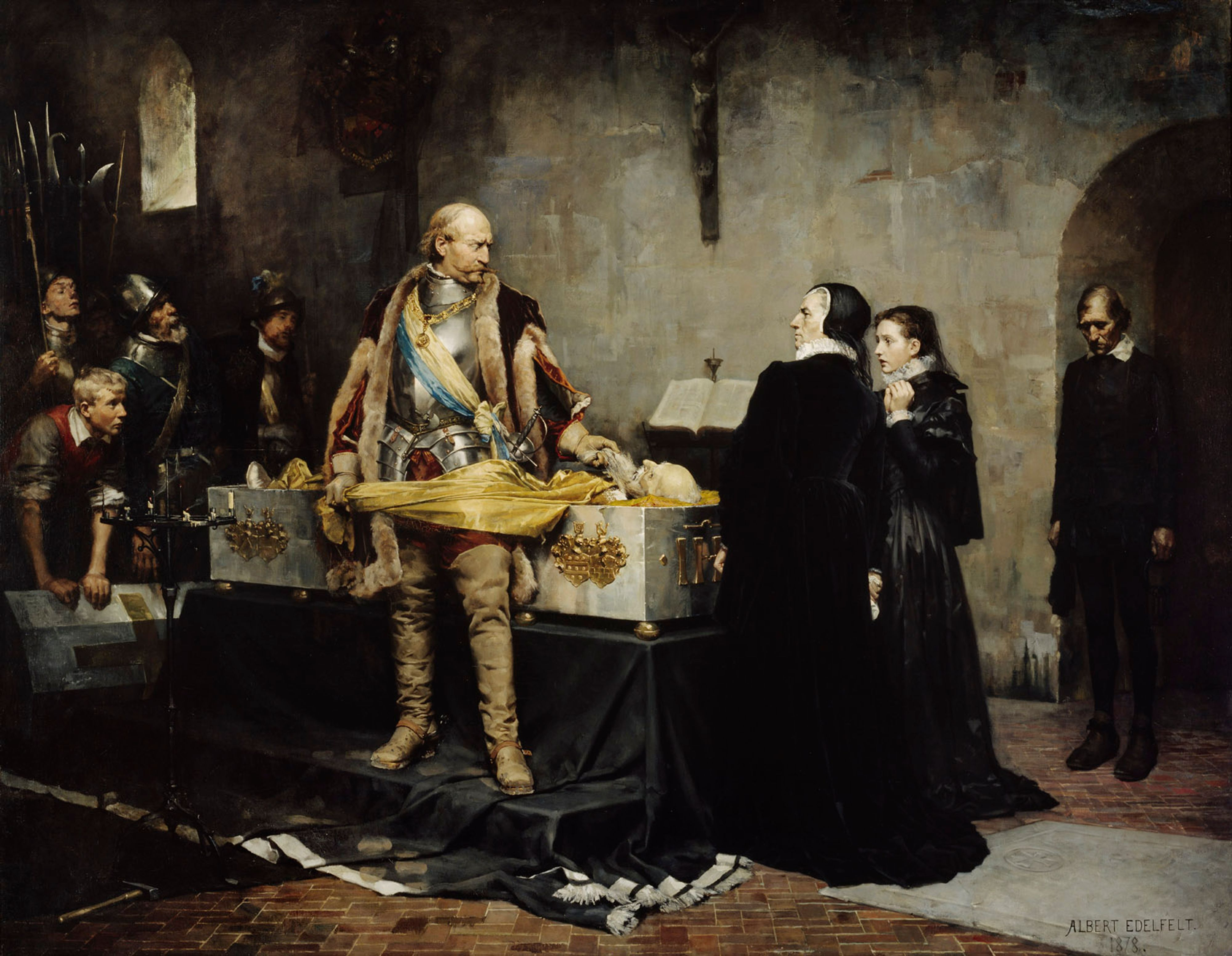
칼 공작이 클라스 플레밍 남작의 시신을 모욕하는 모습, 알베르트 에델펠트, 1878년. 오른쪽에 플레밍의 아내 에바 스텐보크.

모욕(侮辱) 또는 모멸(侮蔑)은 개인이나 집단에 대해 종종 의도적으로 무례하거나, 불쾌감을 주거나, 경멸적이거나, 비하적인 표현, 진술 또는 행동을 말한다.
모욕은 의도적이거나 비의도적일 수 있으며, 종종 대상자를 폄하하거나, 불쾌하게 하거나, 굴욕감을 주는 것을 목표로 한다. 모욕에는 때때로 사실 정보가 포함될 수 있지만, 그러한 정보는 일반적으로 부정적인 감정적 반응을 유발하거나 대상자를 사회적으로 훼손하거나 신뢰를 떨어뜨리기 위해 비하적인 방식으로 제시된다. 모욕은 비의도적으로나 장난스럽게 이루어질 수도 있지만, 이러한 경우에도 때로는 의도하지 않은 부정적인 영향과 효과를 가져올 수 있다.
모욕은 의도, 사용, 의미에 대한 수신자의 이해, 행동이나 말 뒤에 숨겨진 의도, 그리고 문화적 언급과 의미를 포함한 사회적 상황과 사회적 규범에 따라 다양한 영향, 효과 및 의미를 가질 수 있다.

## 역사
고대 로마에서는 정치 연설과 토론에 강한 비난과 인신 공격이 포함되는 것으로 알려져 있었다. 역사가들은 당시 정치 담론에서 모욕과 언어적 공격이 흔했다고 말한다. 이러한 관행은 고대 로마의 정치적 참여가 매우 대립적이었음을 반영한다.
많은 종교 텍스트와 신념 또한 모욕에 대한 견해와 분노로 인한 모욕 행위의 함의에 기여했다. 불교는 '바른 말'이 팔정도의 일부라고 가르친다.
예를 들어, 기독교에서는 예수가 전한 산상수훈에 분노의 중요성에 대한 가르침이 포함되어 있다. 예수는 이 예시에서 자신의 감정을 관리하고 비판단을 강조했다.
정치적 맥락 외에도, 역사에는 특이한 모욕 사례도 존재한다. 시체 재판은 서기 897년 교황 스테파노 6세가 교황 포르모소에 대해 사후 재판을 개최한 사건이다. 스테파노는 교황 포르모소의 뒤를 이어 교황이 되었고, 그의 시신을 파내어 옷을 입히고 심지어 죽은 후에도 재판을 받도록 왕좌에 앉혔다.

## 비의도적 모욕
비의도적인 모욕의 한 예는 주인이 만든 디저트를 맛보지 않는 것일 수 있다.
부주의한 사회적 행동도 비의도적인 모욕이 될 수 있다. 예를 들어, 얼굴 특징, 성격 특성, 개인적 취향(예: 음악), 개인 능력이나 관심사 과소평가, 고정관념의 사용 또는 인정, 농담, 심지어 누군가에게서 걸어가는 행위 등은 의도적인 것으로 오해되어 우발적으로 불쾌감을 유발할 수 있는 것들이다.

## 농담식 대화
자크 라캉은 모욕을 사회적 상호작용의 주요 형태로, 상상적 질서의 중심에 있는 것으로 보았다. – "즉자적 다툼의 '야-부, 너도 그래'에 상징되는 상황으로, 공격적 의사소통의 원초적 형태이다."
어빙 고프먼은 모든 "농담이나 발언이 반격, 응수, 또는 침묵의 가능성을 만들어낸다"고 지적한다. 그는 학교 체육관 댄스 파티에서 있을 수 있는 대화의 예를 인용한다.

원문:
- A one-liner: Boy: "Care to dance?" Girl: "No, I came here to play basketball" Boy: (crumbles)
- A comeback: Boy: "Care to dance?" Girl: "No, I came here to play basketball" Boy: "Sorry, I should have guessed by the way you're dressed".

번역:
- 한 줄짜리: 소년: "춤추실래요?" 소녀: "아니요, 농구하러 왔어요." 소년: (쭈그러든다)
- 응수: 소년: "춤추실래요?" 소녀: "아니요, 농구하러 왔어요." 소년: "죄송해요, 옷차림을 보고 알아챘어야 했는데."

## 칭찬으로 가장한 모욕
칭찬으로 가장한 모욕(backhanded compliment), 또는 asteism은 칭찬으로 위장되거나 동반되는 모욕으로, 특히 폄하하거나 거들먹거리는 의도가 있을 때 그렇다.
칭찬으로 가장한 모욕의 예시는 다음과 같지만, 이에 국한되지 않는다:
- "네가 그 시험을 만점 받을 줄은 몰랐어. 잘했어.", 이는 대상자의 성공이 우연이었다고 폄하할 수 있다.
- "그 치마는 너를 훨씬 날씬해 보이게 해.", 숨겨진 살을 암시하며, 살찐 것이 부끄러운 일이라는 것을 암시한다.
- "나도 너처럼 솔직할 수 있다면 좋겠지만, 나는 항상 모두와 잘 지내려고 노력해.", 오만불손한 태도를 암시한다.
- "너를 좋아해. 너는 훨씬 어린 사람의 대담함을 가지고 있어.", 나이가 들면서 쇠퇴한다는 것을 암시한다.

네깅은 감정 조작이나 유혹 방법으로 사용되는 일종의 칭찬으로 가장한 모욕이다. 이 용어는 픽업 아티스트에 의해 만들어지고 사용되었다. 네깅은 전통적으로 기술 옹호자들이 모욕이 아니라고 강조함에도 불구하고, 픽업 라인이라기보다는 직접적인 모욕으로 여겨지는 경우가 많다.

## 인신 공격
인신 공격은 개인의 특정 속성을 겨냥한 모욕이다.
연방 통신 위원회의 개인 공격 규칙은 1934년 통신법에서 개인 공격을 정직성, 인격, 성실성 또는 이와 유사한 개인적 자질에 대한 공격으로 정의했다.
인신 공격은 일반적으로 상대방의 주장을 반박하려 하지 않고 개인의 자질을 공격하기 때문에 논쟁에서 사용될 때 오류로 간주된다.

## 섹슈얼리티
언어적 모욕은 종종 남근 또는 음부의 형태를 띤다. 여기에는 욕설이 포함되며, 개인의 성적 성향에 대한 모욕도 포함될 수 있다. 또한 개인의 성적 활동의 정도와 관련된 모욕도 있다. 예를 들어, 제임스 블러드워스에 따르면, 인셀은 "점차 모든 인터넷 트롤의 어휘에 스며들었으며, 때로는 자신과 잠자리를 같이하고 싶지 않아 하는 여성을 비난하고 괴롭히는 남성들에게 사용되기도 한다."

## 오락
시적인 형태의 모욕은 역사 전반에 걸쳐 행해졌으며, 악의보다는 오락을 목적으로 하는 경우가 많았다. 플라이팅은 두 당사자 간의 모욕을 교환하는 대결로, 종종 운문으로 진행되었고 15세기와 16세기 스코틀랜드에서 대중 오락이 되었다. 센나는 참가자들 간의 모욕 교환으로 구성된 고대 노르드어 에다 시의 한 형태이다.
볼프강 아마데우스 모차르트가 작곡한 O du eselhafter Peierl (오, 너 바보 같은 파이얼)은 모차르트의 친구를 향한 재미있고 모욕적인, 배설물 유머를 의도했다.
더 현대적인 버전으로는 포에트리 슬램, 두즌즈, 로스트, 디스 트랙, 배틀 랩이 있다. 1980년대 마스터즈 오브 더 유니버스 프랜차이즈에서 캐릭터 스켈레터는 주변 사람들을 코믹하게 모욕하는 것으로 유명해졌다. 모욕 코미디라는 코미디 장르도 있다.

## 유형

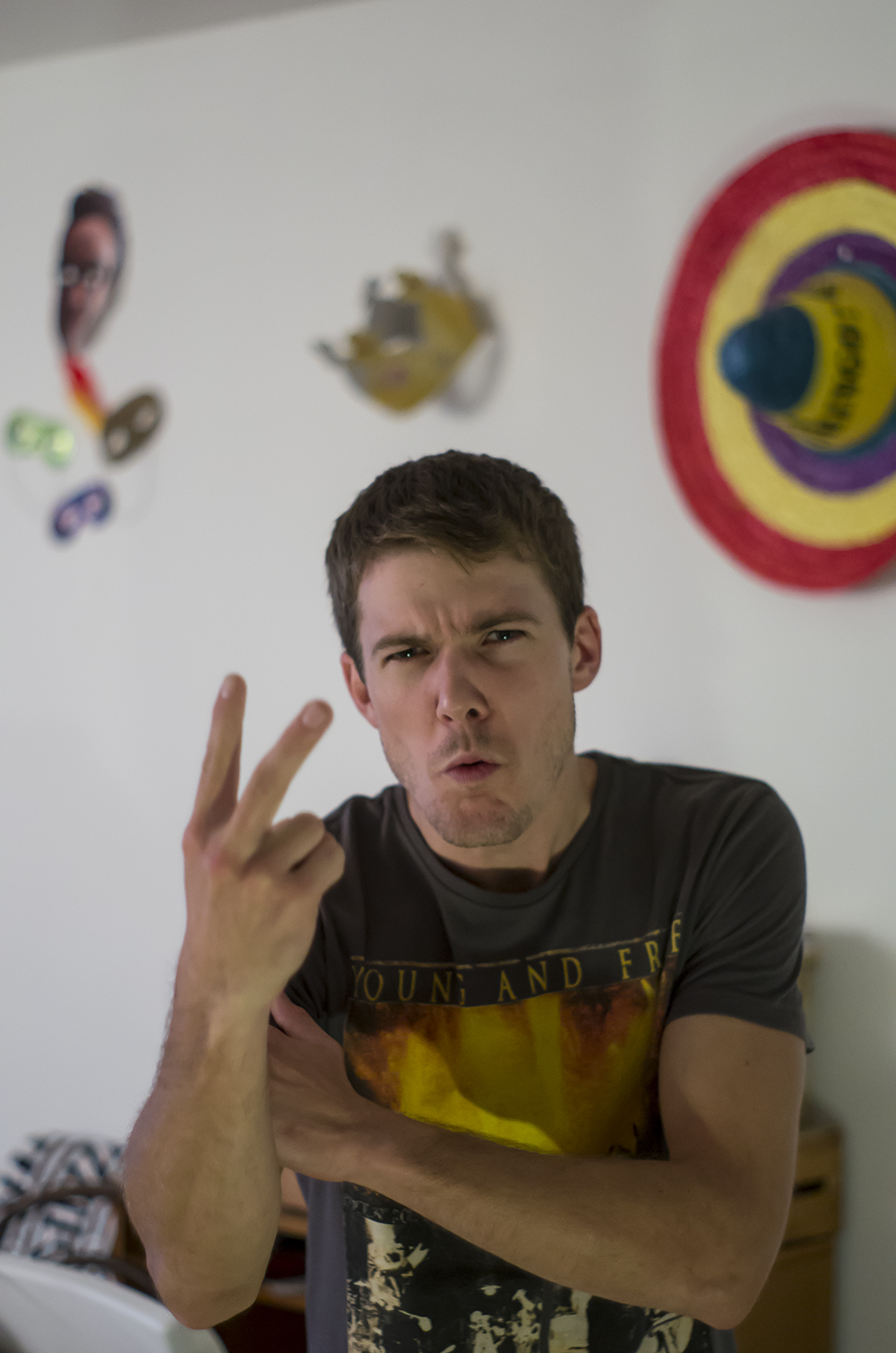
V 사인을 모욕으로 사용하는 것과 위로 휘두르는 움직임의 결합

수년에 걸쳐 다양한 모욕 유형이 제안되었다. 행동학자 데즈먼드 모리스는 "거의 모든 행동이 부적절한 맥락에서 – 잘못된 시간에 또는 잘못된 장소에서 – 수행되면 모욕 신호로 작용할 수 있다"고 언급하며, 그러한 신호들을 10가지 "기본 범주"로 분류한다.
1. 무관심 신호
2. 지루함 신호
3. 조급함 신호
4. 우월함 신호
5. 변형된 칭찬 신호
6. 가짜 불쾌함 신호
7. 거절 신호
8. 조롱 신호
9. 상징적 모욕
10. 더러움 신호

엘리자베스 시대 사람들은 그러한 분석에 큰 관심을 보였으며, 예를 들어 "경멸적인 표정으로 비웃음을 주는 것, 즉 옆을 흘겨보며 웃거나 입술을 삐죽거리거나 코를 찡그리는 것"과 같은 "경멸스러운 조롱(fleering frump)"을 구분했다. 셰익스피어는 유머러스하게 일곱 단계의 모욕 서열을 설정했다: "첫째, 정중한 반박(Retort Courteous); 둘째, 겸손한 비판(Quip Modest); 셋째, 무례한 반박(Reply Churlish); 넷째, 용기 있는 질책(Reproof Valiant); 다섯째, 싸움거는 반대(Countercheck Quarrelsome); 여섯째, 정황이 있는 거짓말(Lie with Circumstance); 일곱째, 직접적인 거짓말(Lie Direct)".

## 인식
모욕으로 간주되는 것은 개별적인 사회적 상황과 변화하는 사회적 관습에 의해 결정된다. 따라서 한편으로 남성이 낯선 여성에게 하는 모욕적인 "음란한 초대"는 남편이 아내에게 하는 "매력적인 애정 표현"이 될 수 있다.

## 같이 보기
- 경멸
- 인신 공격의 오류
- 명예훼손
- 불경죄
- 인신 공격
- 신성모독